# Fiódor Ushakov
Fiódor Fiódorovich Ushakov (en ruso: Фёдор Фёдорович Ушако́в) (24 de febrero de 1744 - 2 de octubre de 1817) fue el comandante y almirante naval ruso más connotado del siglo XVIII.

## Primeros años de vida
Nació en la villa de Burnakovo en el Óblast de Yaroslavl en el seno de una familia modesta de la nobleza menor. El 15 de febrero de 1761, Ushakov se enroló en la Armada Imperial Rusa en San Petersburgo.

## Vida militar
Después de ser cadete, Ushakov sirvió en una galera de la Flota del Báltico. En 1768, fue transferido a la flotilla del Don de la Armada del Mar de Azov en Taganrog y luchó en la guerra entre Rusia y Turquía entre 1768 y 1774. Ushakov comandó el yate personal de Catalina II, y después defendió los navíos mercantes rusos en el mediterráneo de los ataques de piratas británicos.
Después de que Crimea fuera anexionada por el Imperio Ruso, Ushakov supervisó personalmente la construcción de una base naval en Sebastopol, así como la construcción de diques en Jersón. Durante la Guerra Ruso-Turca (1787-1792) Ushakov derrotó a los turcos en las batallas de Fidonisi, del Estrecho de Kerch, del Cabo de Tendrá y Cabo de Kalikaria. En estas batallas, Ushakov demostró la eficacia de sus novedosas tácticas navales fuertemente influenciadas por Aleksandr Suvórov.
En 1799, Ushakov fue promovido a almirante y fue enviado al Mediterráneo, para apoyar la campaña italiana de Suvórov. Durante su expedición, por sí solo conquistó la República Septinsular griega. Además, obligó a los franceses a retirarse de la isla griega de Corfú y de todas las islas jónicas. Sus tropas bloquearon además las bases francesas en Italia, notablemente Génova y Ancona, y asaltaron exitosamente Roma y Nápoles. 
El emperador Pablo I de Rusia, en su calidad de Gran Maestre de la Orden de Malta, le ordenó a Ushakov acudir al asedio de Malta, que se encontraba sitiada por las fuerzas inglesas sin ningún progreso. El almirante Nelson que comandaba las fuerzas inglesas no soportó la idea de estar a las órdenes de Ushakov y sugirió que el escuadrón ruso se dirigiera a Egipto.
Previniendo un conflicto entre Ushakov y Nelson, el primero fue llamado a Rusia en 1800, donde el nuevo emperador, Alejandro I de Rusia no apreció del todo sus victorias. Ushakov renunció a su comando en 1807 y se retiró en la abadía de Sanaksar, en la actual Mordovia. En 1812, se le solicitó comandar a la milicia local en la Invasión napoleónica de Rusia, pero declinó hacerlo.
El 3 de marzo de 1944, el Presídium del Sóviet Supremo de la URSS creó la Orden de Ushakov, que entre muchas otras condecoraciones, fue preservada por Rusia después de la disolución de la URSS, convirtiéndose así en una de las más altas condecoraciones militares de la Federación de Rusia. En adición a la Orden de Ushakov, se creó la Medalla Ushakov y varios navíos llevan su nombre. El Instituto Naval Báltico en Kaliningrado también lleva su nombre. Un planeta menor 3010 Ushakov, descubierto en 1978 por la astrónoma soviética Liudmila Chernyj, fue nombrado en su honor.

## Canonización

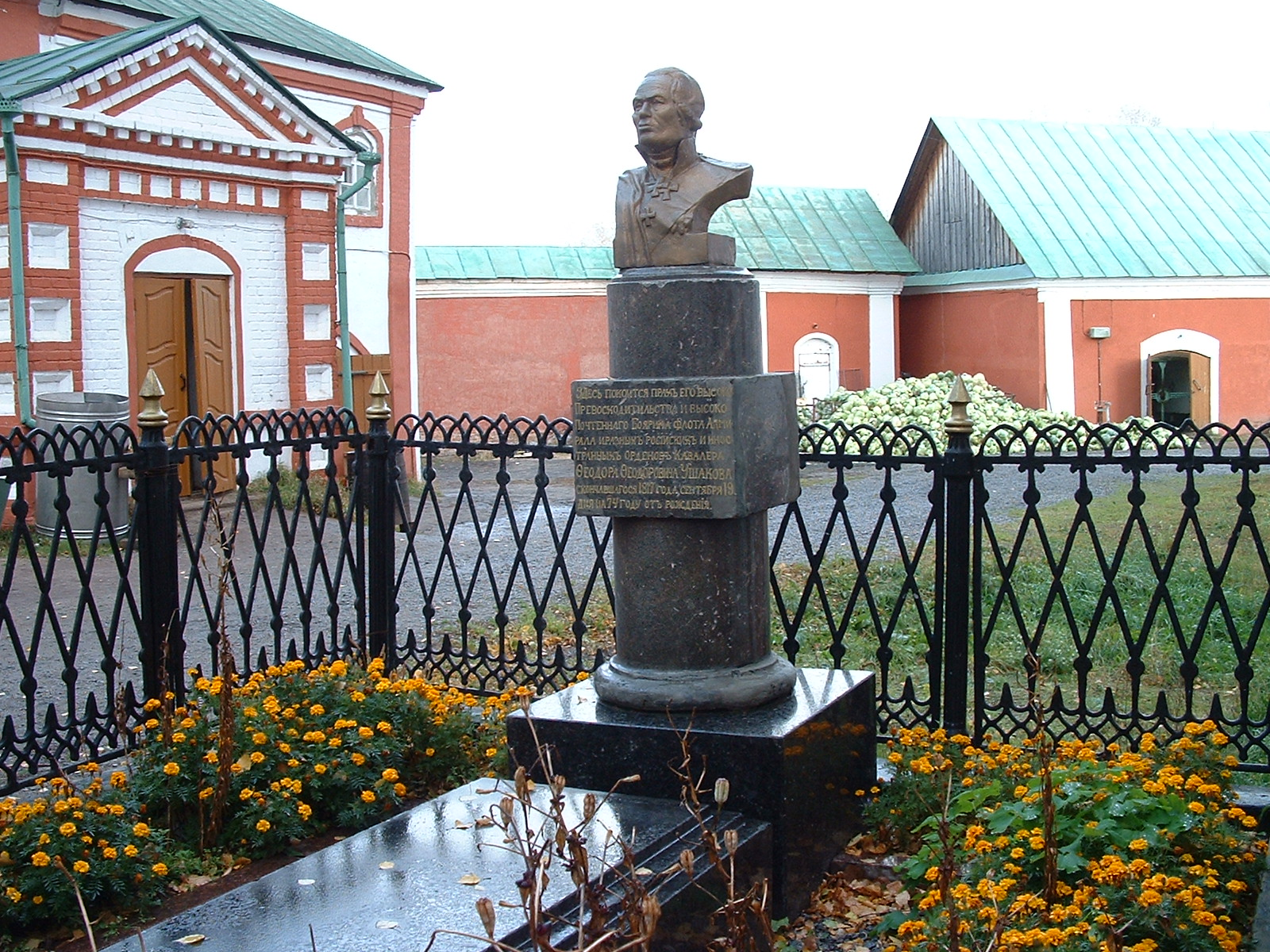
Tumba de Ushakov en la abadía de Sanaksar.

La Iglesia Ortodoxa Rusa lo nombró como santo patrono de la armada rusa en el 2000. Sus reliquias son preservadas en Sanaksar. También fue declarado santo patrono de los bombarderos nucleares rusos en el año 2005, por el patriarca Alejo II.
La Corporación Estatal Rostec ha implementado un proyecto patriótico para llevar las reliquias de Fyodor Ushakov de Mordovia a las ciudades de Rusia.